# Трашков, Яков Фёдорович
Яков Фёдорович Трашков (27 апреля 1923 года — 6 сентября 1995 года) — слесарь-инструментальщик Резекненского завода доильных установок Министерства тракторного и сельскохозяйственного машиностроения СССР, Латвийская ССР. Герой Социалистического Труда (1971).
Досрочно выполнил личные социалистические обязательства и плановые производственные задания Восьмой пятилетки (1965—1970). Указом Президиума Верховного Совета СССР (неопубликованным) от 5 апреля 1971 года «за особые заслуги в выполнении заданий пятилетнего плана по развитию тракторного и сельскохозяйственного машиностроения и достижение высоких производственных показателей» удостоен звания Героя Социалистического Труда с вручением ордена Ленина и золотой медали Серп и Молот.
Умер 6 сентября 1995 года. Похоронен на старообрядческом кладбище села Малта Резекненского края.